# Henrique Fleiuss

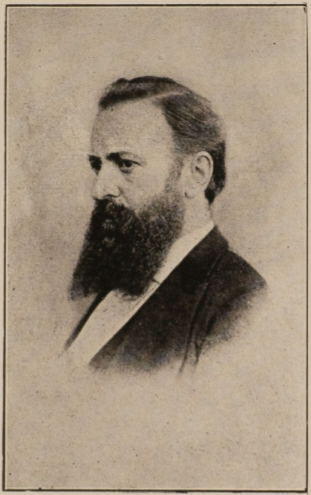

Heinrich Fleiuss ou Henrique Fleiuss (Colônia, 28 de agosto de 1823 – Rio de Janeiro, 15 de novembro de 1882) foi um pintor de aquarelas, desenhista e caricaturista alemão radicado no Brasil.

## Biografia
Estudou arte na sua cidade natal e em Dusseldorf, e Ciências Naturais e Música em Munique.
Veio para o Brasil em 1858, a conselho de Von Martius, percorrendo, logo ao chegar, várias províncias da região Nordeste, cuja paisagem e costumes fixou em aquarelas, veículo em que se expressava de forma superior.
Em 1859, já no Rio de Janeiro, fundou uma oficina tipo-litográfica ao lado do irmão Carlos Fleiuss e do pintor, seu compatriota, Carlos Linde. Essa oficina tornar-se-ia em 1863 o Instituto Artístico Imperial por decreto de D. Pedro II.
Henrique Fleuiss deve ao seu trabalho de caricaturista o prestígio de que desfruta na história da arte brasileira, sendo mesmo considerado por Herman Lima o verdadeiro criador da imprensa humorística ilustrada no país, graças à Semana Ilustrada, por ele fundada em dezembro de 1860 e que viveria até 28 de novembro de 1875.
A essa publicação seguir-se-iam a curta tentativa da Ilustração Brasileira (1876–1878), e a retomada da Nova Semana Ilustrada, em 1881, interrompida por sua morte.
Foi o autor do primeiro cartaz produzido no Brasil, em 1860, justamente para anunciar o surgimento da Semana Ilustrada, como dele partiu também a criação da primeira oficina de ensino de xilogravura no país, fundada no Rio de Janeiro, em 1863, como um curso regular, de três anos.
Odorico Pires Pinto refere-se, num ensaio publicado em 1949, à sua arte germânica, naturalista e marcada pela escola expressionista, nisso, aliás, profundamente diferente, pelo espírito, da dos demais caricaturistas ativos no Pais, todos eles marcados pela arte francesa ou italiana.
Quanto à Semana Ilustrada, assim definiu seu filho, o historiador Max Fleiuss, a importância que teve na vida social e cultural do país, à época:
A 'Semana Ilustrada' era todo um microcosmo carioca, admirável repositório das coisas de antanho. É, portanto, uma publicação 'sui generis', digna de ser religiosamente arquivada e folheada em nossos dias, com carinho, como os preciosos livros de Rugendas e Debret, por todos os estudiosos da arqueologia da cidade, da evolução dos nossos costumes, instituições, aspectos, figuras e indumentária, tão caracteristicamente nossos. (In: CD-Rom 500 Anos de Pintura Brasileira)
É avô de Henrique Fleiuss, Ministro da Aeronáutica do Brasil entre os anos de 1956 e 1957.

## Texto do livro de Laudelino Freire -1816-1916 - Um Século de Pintura
Natural da Alemanha, chegou ao Brasil em 1858. Incorporou-se ao nosso movimento artístico, de cujo desenvolvimento foi um bom fator.
Tendo fundado o importante estabelecimento Imperial Instituto Artístico, foi, na sua época, o maior propulsor das artes gráficas entre nós. Fundador, proprietário e desenhista da Semana Ilustrada, de 1860 a 1876, e da Ilustração Brasileira, de 1876 a 1778.
Dedicou-se especialmente à pintura de aquarelas, dentre as quais uma das mais importantes é a que representa o Encerramento das Câmaras em 1859, oferecida ao Instituto Histórico pelo Dr. Max Fleiuss, ilustre filho do artista.
É nome de rua no bairro da Tijuca, na cidade do Rio de Janeiro.